# 広島県立福山特別支援学校
広島県立福山特別支援学校（ひろしまけんりつ ふくやまとくべつしえんがっこう）は、広島県福山市にある公立特別支援学校。肢体不自由児が通う。

## 所在地
- 〒720-0841　広島県福山市津之郷町津之郷280-3

## 設置課程
- 小学部
- 中学部
- 高等部

## 沿革
- 1967年（昭和42年） - 広島県養護学校福山分校として開校
- 1968年（昭和43年） - 広島県福山養護学校として独立。
- 2007年（平成19年）4月1日 - 校名を「広島県立福山養護学校」から「広島県立福山特別支援学校」に名称変更。